# Amishbom
Een Amishbom is een zelfgemaakt explosief genoemd naar de Amerikaanse amishgemeenschap die zonder moderne techniek leeft. Dit omdat de bom zeer eenvoudig te maken is met een fles, aluminiumfolie en zoutzuur of zwavelzuur. De bom is een variant op de beruchte croftybom, waarbij in plaats van een zuur een loog wordt gebruikt. De amish hebben er verder niets mee te maken.
De bom ontploft doordat er brandbaar waterstofgas wordt ontwikkeld. Op een onvoorspelbaar moment kan het flesje de druk niet meer aan en explodeert deze. Hierbij komt een nevel vrij van kleine druppeltjes zoutzuur of zwavelzuur die een verwoestend effect hebben op longen, ogen en huid.
Deze bom wordt, vanwege de vele risico's die er aan verbonden zijn, niet gebruikt door professionals omdat tijdens het vervaardigen er geen veilige manier is om het product te maken en er vaak dan al ontploffingen optreden.